# Ringer-Bundesliga 2016/17
Die Ringer-Bundesliga 2016/17 war die 53. Saison in der Geschichte der Ringer-Bundesliga.

## 1. Bundesliga

### Tabelle
| Pl. | Verein                 | Kä | Pkt     | Dif | Kampfpunkte |
| --- | ---------------------- | -- | ------- | --- | ----------- |
| 1.  | KSV Aalen 05           | 14 | 188:151 | +37 | 20:8*       |
| 2.  | SV Germania Weingarten | 14 | 216:121 | +95 | 20:8        |
| 3.  | KSV Ispringen          | 14 | 157:180 | −23 | 17:11       |
| 4.  | ASV Nendingen          | 14 | 185:146 | +39 | 16:12       |
| 5.  | KSV Köllerbach         | 14 | 197:144 | +53 | 15:13       |
| 6.  | TuS Adelhausen         | 14 | 163:219 | 6   | 12:16       |
| 7.  | ASV Mainz 88           | 14 | 149:208 | −59 | 6:22**      |
| 8.  | VfK Schifferstadt      | 14 | 128:214 | −86 | 6:22        |

* KSV Aalen 05 : SVG Weingarten = 4:0, 28:18
** ASV Mainz 88 : VFK 07 Schifferstadt = 2:2, 25:23
Stand 17. Dezember 2016

## Kampftag

### Vorrunde
| Sa., 3. September 2016  |   |                        |       |
| KSV Köllerbach          | – | SV Germania Weingarten | 7:11  |
| ASV Mainz 88            | – | KSV Ispringen          | 11:17 |
| Sa., 10. September 2016 |   |                        |       |
| KSV Aalen 05            | – | VfK Schifferstadt      | 14:9  |
| ASV Nendingen           | – | TuS Adelhausen         | 19:5  |
| KSV Köllerbach          | – | ASV Mainz 88           | 14:9  |
| Sa., 17. September 2016 |   |                        |       |
| ASV Mainz 88            | – | SV Germania Weingarten | 9:10  |
| TuS Adelhausen          | – | KSV Ispringen          | 8:12  |
| VfK Schifferstadt       | – | ASV Nendingen          | 10:14 |
| Sa., 1. Oktober 2016    |   |                        |       |
| KSV Köllerbach          | – | TuS Adelhausen         | 40:0  |
| KSV Ispringen           | – | VfK Schifferstadt      | 9:15  |
| SV Germania Weingarten  | – | KSV Aalen 05           | 7:14  |
| So., 2. Oktober 2016    |   |                        |       |
| TuS Adelhausen          | – | ASV Mainz 88           | 16:10 |
| Mo., 3. Oktober 2016    |   |                        |       |
| VfK Schifferstadt       | – | KSV Köllerbach         | 14:11 |
| KSV Aalen 05            | – | ASV Nendingen          | 14:11 |
| Sa., 8. Oktober 2016    |   |                        |       |
| ASV Mainz 88            | – | VfK Schifferstadt      | 15:9  |
| KSV Ispringen           | – | KSV Aalen 05           | 9:7   |
| SV Germania Weingarten  | – | ASV Nendingen          | 11:11 |
| Sa., 15. Oktober 2016   |   |                        |       |
| TuS Adelhausen          | – | SV Germania Weingarten | 12:14 |
| KSV Aalen 05            | – | KSV Köllerbach         | 16:11 |
| So., 16. Oktober 2016   |   |                        |       |
| KSV Köllerbach          | – | ASV Nendingen          | 10:14 |
| ASV Mainz 88            | – | KSV Aalen 05           | 12:13 |
| TuS Adelhausen          | – | VfK Schifferstadt      | 13:11 |
| SV Germania Weingarten  | – | KSV Ispringen          | 12:8  |
| Sa., 29. Oktober 2016   |   |                        |       |
| VfK Schifferstadt       | – | SV Germania Weingarten | 10:16 |
| KSV Aalen 05            | – | TuS Adelhausen         | 9:13  |
| ASV Nendingen           | – | ASV Mainz 88           | 15:10 |
| KSV Ispringen           | – | KSV Köllerbach         | 14:8  |
| Fr., 4. November 2016   |   |                        |       |
| ASV Nendingen           | – | KSV Ispringen          | 11:11 |

### Rückrunde
| Di., 1. Oktober 2016   |   |                        |       |
| SV Germania Weingarten | – | KSV Köllerbach         | 11:11 |
| KSV Ispringen          | – | ASV Mainz 88           | 19:9  |
| Sa., 5. Oktober 2016   |   |                        |       |
| ASV Mainz 88           | – | KSV Köllerbach         | 17:11 |
| VfF Schifferstadt      | – | KSV Aalen 05           | 10:13 |
| TuS Adelhausen         | – | ASV Nendingen          | 15:11 |
| Sa., 12. Oktober 2016  |   |                        |       |
| SV Germania Weingarten | – | ASV Mainz 88           | 22:4  |
| KSV Ispringen          | – | TuS Adelhausen         | 14:9  |
| ASV Nendingen          | – | VfK Schifferstadt      | 16:4  |
| Sa., 19. Oktober 2016  |   |                        |       |
| TuS Adelhausen         | – | KSV Köllerbach         | 8:19  |
| VfK Schifferstadt      | – | KSV Ispringen          | 6:18  |
| KSV Aalen 05           | – | SV Germania Weingarten | 14:10 |
| Sa., 26. Oktober 2016  |   |                        |       |
| ASV Mainz 88           | – | TuS Adelhausen         | 19:9  |
| KSV Köllerbach         | – | VfK Schifferstadt      | 14:10 |
| ASV Nendingen          | – | KSV Aalen 05           | 11:14 |
| So., 27. Oktober 2016  |   |                        |       |
| VfK Schifferstadt      | – | ASV Mainz 88           | 14:10 |
| KSV Aalen 05           | – | KSV Ispringen          | 21:4  |
| ASV Nendingen          | – | SV Germania Weingarten | 12:10 |
| Sa., 3. Dezember 2016  |   |                        |       |
| SV Germania Weingarten | – | TuS Adelhausen         | 26:3  |
| KSV Köllerbach         | – | KSV Aalen 05           | 18:6  |
| KSV Ispringen          | – | ASV Nendingen          | 16:11 |
| Sa., 10. Dezember 2016 |   |                        |       |
| ASV Nendingen          | – | KSV Köllerbach         | 8:11  |
| KSV Aalen 05           | – | ASV Mainz 88           | 18:9  |
| VfK Schifferstadt      | – | TuS Adelhausen         | 0:36  |
| KSV Ispringen          | – | SV Germania Weingarten | 0:40  |
| Sa., 17. Dezember 2016 |   |                        |       |
| SV Germania Weingarten | – | VfK Schifferstadt      | 15:6  |
| TuS Adelhausen         | – | KSV Aalen 05           | 16:15 |
| ASV Mainz 88           | – | ASV Nendingen          | 5:21  |
| KSV Köllerbach         | – | KSV Ispringen          | 12:6  |

Stand 17. Dezember 2016

## Endrunde

### Halbfinale
Die Halbfinalkämpfe finden am 26. und 30. Dezember 2016 statt.
|               |                        | 1. Kampf | 2. Kampf | Gesamt |
| ------------- | ---------------------- | -------- | -------- | ------ |
| ASV Nendingen | SV Germania Weingarten | 8:14     | 6:11     | 14:25  |
| KSV Ispringen | KSV Aalen 05           | 11:11    | 13:7     | 24:18  |

### Finale
Die Finalkämpfe finden am 7. Januar und 14. Januar 2017 statt.
|                        |               | 1. Kampf | 2. Kampf | Gesamt |
| ---------------------- | ------------- | -------- | -------- | ------ |
| SV Germania Weingarten | KSV Ispringen | 13:9     | 11:13    | 24:21  |